# Mosselprom

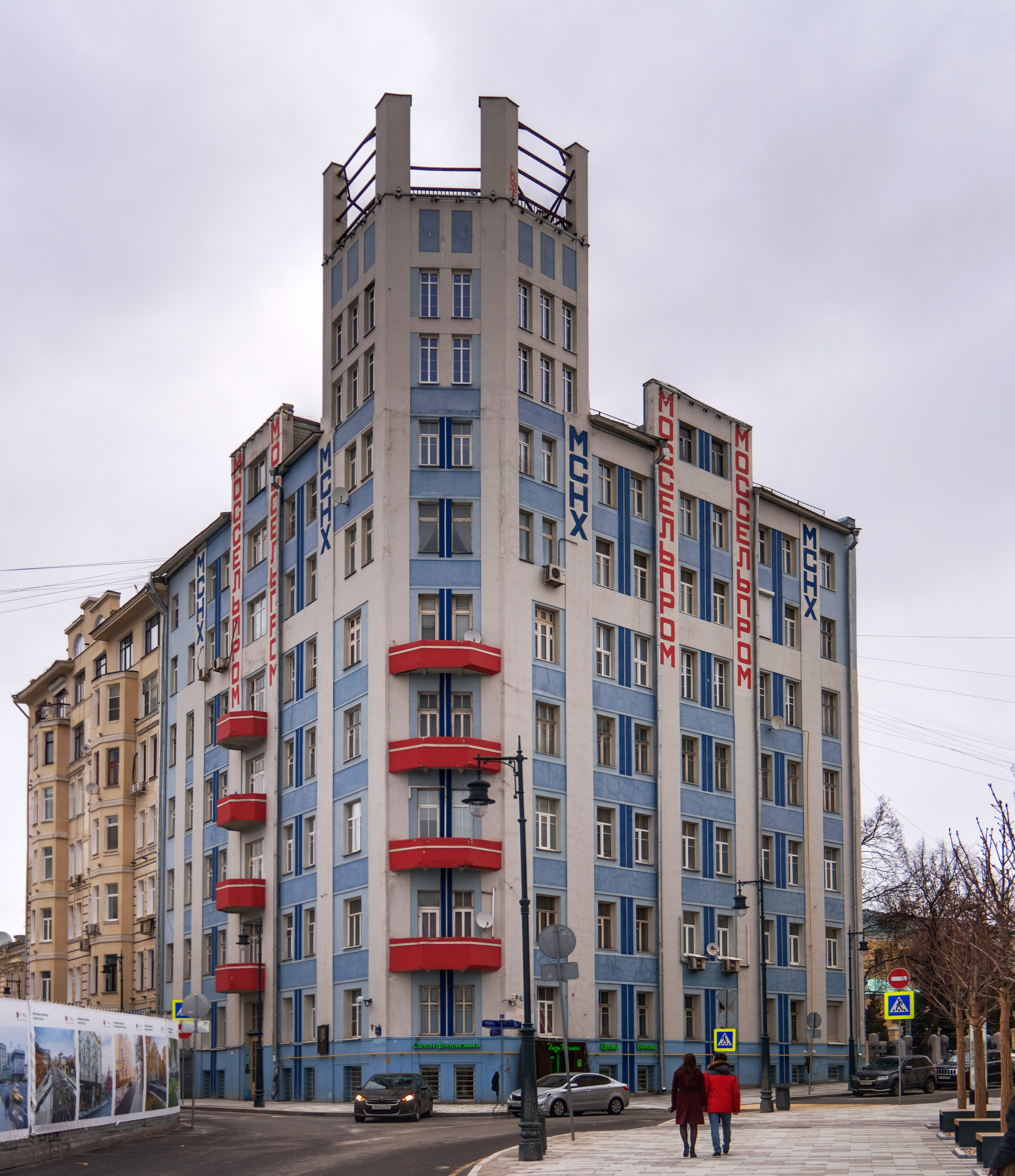
Ehemaliges Mosselprom-Gebäude 2017

Mosselprom (russisch Моссельпром) ist die Abkürzung für „Московское объединение предприятий по переработке продуктов сельскохозяйственной промышленности“, was „Moskauer Vereinigung von Einrichtungen zur Verarbeitung von Erzeugnissen der landwirtschaftlichen Industrie“ bedeutet.

## Sowjetzeit
Die Organisation bestand in der Sowjetunion von 1922 bis 1937. Sie war präsent durch die Werbung von Grafiker Alexander Michailowitsch Rodtschenko und Dichter Wladimir Wladimirowitsch Majakowski. Die Reklame war auch am Verwaltungsgebäude angebracht, das im zentralen Moskauer Stadtteil Presnenski von Architekt Nikolai Dmitrijewitsch Strukow im Stil des Konstruktivismus errichtet wurde.
1924 erschien der Stummfilm Папиросница от Моссельпрома (Papirosniza ot Mosselprom, Das Zigarettenmädchen von Mosselprom) von Juri Scheljabuschski nach einem Drehbuch von Alexei Fajko und Fjodor Alexandrowitsch Ozep mit Julija Ippolitowna Solnzewa in der Hauptrolle.

## 21. Jahrhundert
Der Unternehmer Sergei Lissowski betreibt unter dem Markennamen Mosselprom ein Unternehmen, das vorwiegend Geflügel verarbeitet. Seine Werbekampagnen übernehmen die historischen Motive. Der Anstrich des historischen Gebäudes wurde 1997 zum Jubiläum der Stadt wiederhergestellt.